# Little Burstead
Little Burstead – wieś i civil parish w Anglii, w hrabstwie Essex, w dystrykcie Basildon. Leży 20 km na południe od miasta Chelmsford i 38 km na wschód od Londynu. W 2011 roku civil parish liczyła 395 mieszkańców. Little Burstead jest wspomniana w Domesday Book (1086) jako Burghesteda.